# Delilah Rene Luke
Delilah Rene Luke (Arbeitsname Delilah) (* 15. Februar 1960 in Reedsport, Oregon) ist eine US-amerikanische Autorin und Radiomoderatorin.

## Leben
Nach eigener Aussage setzte ihr Vater sie nach einem Streit kurz vor ihrem College-Abschluss vor die Tür. In Opposition zu ihrem von ihr als rassistisch beschriebenen Vater heiratete Luke einen afroamerikanischen Mann. Luke hat 13 Kinder, davon drei eigene und 10 adoptierte Kinder aus afrikanischen Ländern, und ist in vierter Ehe verheiratet. Sie produziert ihre Show seit 1996 in ihrer Privatwohnung.

## Karriere
Ihre Talk-Radioshow wird US-weit auf rund 150 Radiostationen ausgestrahlt (Syndicated) und hat jede Woche rund acht Millionen Hörer. Sie ist bei Premiere Networks (iHeartMedia) unter Vertrag. Der Inhalt der Sendung sind die Geschichten von anrufenden Hörern; die Show ist als eine Mischung aus Beratungs- und Musiksendung angelegt.
2012 wurde sie mit dem Gracie Award ausgezeichnet, einem Preis für einflussreiche Frauen in den Medien.
Im Jahr 2016 wurde sie in die Nationale Radio Hall of Fame aufgenommen.